# 波蘭餃子

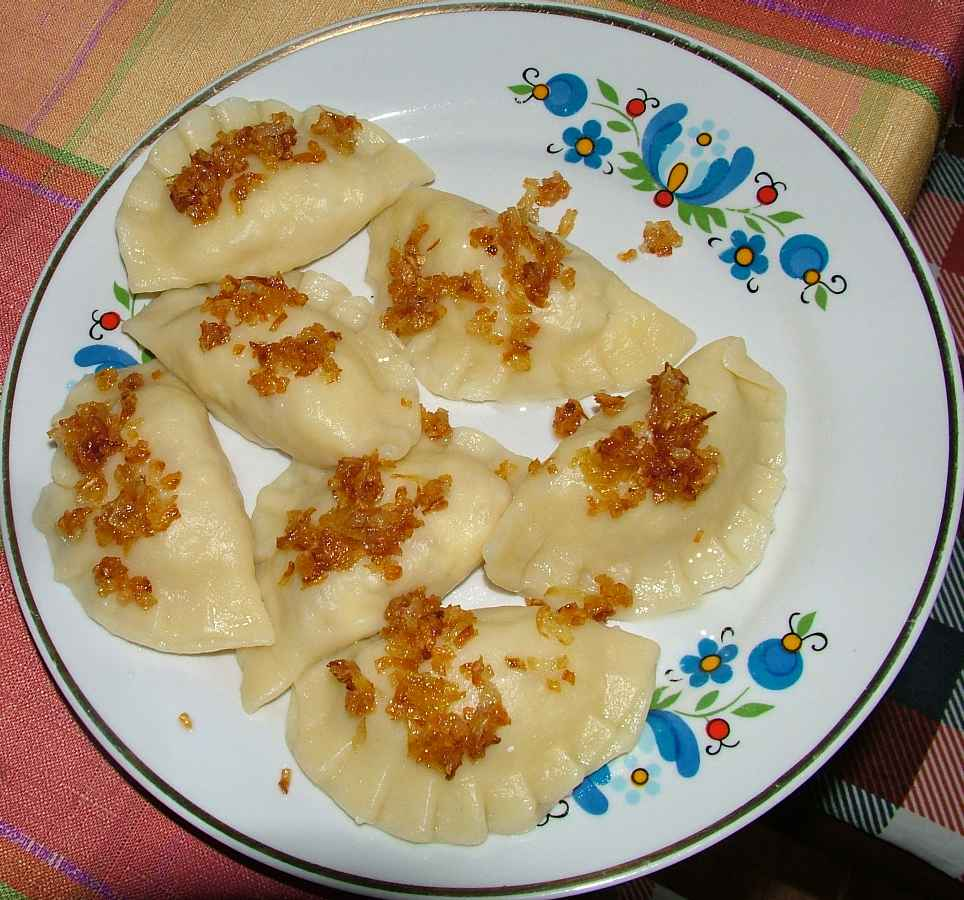
一份加上炸洋蔥末的羅司餃子

波兰饺子（波蘭語：Pierogi），其斯拉夫词根表示欢宴。是犄角（复数形式，单数是），取形为名，这和中国饺子的起源“角子”是一样的。
传统上，这是在圣诞节及其他重大节日吃的。饺子水煮熟了，可以用洋葱和奶油煎着吃，或蘸酸奶油吃。 
在波兰克拉科夫有以该食物为主举办的饺子节。由於東歐移民的關係，也流行於美國和加拿大。
通常呈半圓形，和中国饺子外观类似。餡料分三大类，菜馅类、肉馅类、奶酪馅。以及包括菠菜、馬鈴薯、肉類、乾酪、蘑菇、德國酸菜。还有种以水果为馅的。以水煮熟为主。也有熟后再烤或煎成金黃色。餃子佐以奶酪、酸奶油或碎烟熏肉。口味多样。
波蘭餃子的主保聖人是聖雅青。